# Datarock Datarock
Datarock Datarock é o álbum de estréia da norueguesa Datarock

## Canções

### Versão Original
1. Bulldozer – 1:59
2. I Used to Dance with My Daddy – 4:53
3. Computer Camp Love – 3:08
4. Fa-Fa-Fa – 5:08
5. Princess – 3:45
6. Sex Me Up – 3:07
7. Nightflight to Uranus – 4:17
8. Ugly Primadonna – 3:43
9. Maybelline – 4:02
10. Laurie – 4:25
11. The Most Beautiful Girl – 3:56

### Versão Norte Americana
1. "Bulldozer"
2. "I Used to Dance with My Daddy"
3. "Computer Camp Love"
4. "Fa-Fa-Fa"
5. "Princess"
6. "Ganguro Girl"
7. "See What I Care"
8. "Laurie"
9. "The New Song"
10. "Ugly Primadonna"
11. "Sex Me Up"
12. "The Most Beautiful Girl"
13. "I Will Always Remember You"